# Kuy
Kuy (auch Soui, Kuay; Khmer: ភាសាគួយ, Thai: ภาษากุย) ist eine der Katu-Sprachen, die den austroasiatischen Sprachen angehören.
Kuy ist eine der wichtigsten Sprachen der Mon-Khmer-Sprachfamilie. Sie wird gesprochen in
- Thailand (Nordosten, Isan, etwa 400.000 Sprecher; die allermeisten sind (mindestens) bilingual und sprechen auch Laotisch/Isan, Thai und/oder nördliches Khmer)
- Laos (Provinzen Salavan, Savannakhet und Sekong, etwa 42.800 Sprecher)
- Kambodscha (nordöstliche Provinzen Preah Vihear, Stung Treng und Kampong Thom, etwa 10.000 Sprecher; die meisten der 37.700 ethnischen Kuy in Kambodscha sprechen inzwischen Khmer)